# Irance
Die Irance ist ein Fluss in Frankreich, der im Département Ain in der Region Auvergne-Rhône-Alpes verläuft. Sie entspringt im Gemeindegebiet von Saint-Germain-sur-Renon in der seenreichen Naturlandschaft Dombes, entwässert anfangs Richtung Nordwest, zieht dann eine große Schleife nach Osten, kehrt aber wieder in seine ursprüngliche Fließrichtung zurück und mündet nach rund 31 Kilometern im Ortsgebiet von Mézériat als linker Nebenfluss in die Veyle. Da die Irance in ihrem Mündungsabschnitt etwa vier Kilometer lang in geringem Abstand parallel zur Veyle verläuft, gibt es bereits oberhalb der Mündung mehrere Wasserläufe, die die beiden Flüsse miteinander verbinden.

## Orte am Fluss
- Saint-André-le-Bouchoux
- Chaveyriat
- Montcet
- Mézériat